# 末満健一
末満 健一（すえみつ けんいち、1976年6月18日 - ）は、日本の劇作家、脚本家、演出家、俳優である。所属事務所はワタナベエンターテインメント。大阪府出身。

## 人物
演劇集団「惑星ピスタチオ」に所属したのち、2000年の同劇団解散後は演劇プロジェクト「ピースピット」を主宰し、特定のメンバーを持たずに、公演ごとに役者を募りプロデュース形式で活動を行う。2014年「れみぜやん」公演をもって活動を一旦休止。
終末的な世界観のもと、ギャグや娯楽性と深い思索や哲学性の同居が作品の特質と言える。D-BOYS公演「TRUMP」、ハロー!プロジェクト公演「LILIUM」、そして劇団立ち上げから全面的に関わる劇団Patch「SPECTER」など近作の評価も高い。これらTRUMPシリーズは2019年に10周年をむかえた。
2016年からは『刀剣乱舞』などの2.5次元舞台作品やアニメ『ボールルームへようこそ』のシリーズ構成・脚本を務めるなど、活動は多岐にわたる。

## 作品
舞台 作・演出
- ピースピット

- TRUMPシリーズ　※末満が複数の団体にて上演していたため、他の項目と重複あり。
  - ピースピットVOL.10『TRUMP』（2009年11月）　※出演
  - ピースピットVOL.16『TRINITY THE TRUMP』（2012年1月）　※truthバージョン,reverseバージョンのみ出演。
  - Dステ12th『TRUMP』（2013年1月-2月）
  - 演劇女子部 ミュージカル『LILIUM-リリウム 少女純潔歌劇-』 （2014年6月）
  - Patch stage vol.6『SPECTER』（2015年3月）
  - 演劇女子部ミュージカル『LILIUM-リリウム 少女純潔歌劇-』感謝祭・短編「二輪咲き」（2015年8月31日、9月1日）
  - NAPPOS UNITED 舞台『TRUMP』（2015年11月-12月）※出演
  - ピースピット2017年本公演『グランギニョル』（2017年7月-8月）
  - ミュージカル『マリーゴールド』（2018年8月-9月）
  - Patch × TRUMP series 10th ANNIVERSARY『SPECTER』（2019年3月-4月）
  - 『COCOON 月の翳り星ひとつ』（2019年5月-6月）
  - 音楽朗読劇『黑世界 ～リリーの永遠記憶探訪記、或いは、終わりなき繭期にまつわる寥々たる考察について～』雨下の章/日和の章（2020年9月-10月）※短編アンソロジーであるため、一部の脚本のみ参加
  - ミュージカル『ヴェラキッカ』（2022年1月-2月）
  - TRUMP series 15th ANNIVERSARY『LILIUM -リリウム 新約少女純潔歌劇-』（2023年4月-5月）
  - 舞台『マリオネットホテル』（2024年9月- 10月）

- 劇団Patch ※末満は、2012年～2017年まで劇団Patchの総合演出を務めた。
  - Patch stage vol.1『OLIVER BOYS』（2012年）
  - Patch stage vol.2『巌窟少年』（2013年）
  - Patch stage vol.3『白浪クインテット』（2013年）
  - Patch stage vol.4『破壊ランナー』（2014年）
  - Patch stage vol.6『SPECTER』（2015年3月） ※AmazonのDVDステージ部門ランキング1位
  - Patch stage vol.7『幽悲伝』（2015年12月）※Dステ17th『夕陽伝』と同脚本による連鎖上演
  - Patch stage EX『Four Contacts ～よん!ろしくお願いします!! 劇団Patch四期生お披露目祭!!』（2016年4月） - 企画立案
  - Patch stage vol.8 浮世戯言歌劇『磯部磯兵衛物語～浮世はつらいよ～』（2016年4月）
  - Patch stage vol.9『磯部磯兵衛物語～浮世はつらいよ～天晴版』（2016年10月）
  - Patch stage vol.10『羽生蓮太郎』]（2017年4月）
  - Patch × TRUMP series 10th ANNIVERSARY『SPECTER』（2019年3月-4月）

- ハロー!プロジェクト
  - 『ステーシーズ 少女再殺歌劇』（2012年6月）
  - ゲキハロ第13回公演『我らジャンヌ～少女聖戦歌劇～』（2014年2月）
  - 演劇女子部 ミュージカル『LILIUM-リリウム 少女純潔歌劇-』 （2014年6月）
  - 演劇女子部 S/mileage's JUKEBOX-MUSICAL『SMILE FANTASY!』（2014年10月）
  - アンジュルムステーション1422「劇団田村！」ラジオドラマ『或る扉師の生涯』（2015年）※脚本のみ
  - 演劇女子部ミュージカル「LILIUM-リリウム 少女純潔歌劇-」感謝祭・短編『二輪咲き』（2015年8月31日、9月1日）

- 舞台「K」
  - 舞台『K』（2014年8月）
  - 舞台『K』第2章（2015年8月）
  - 舞台『K -Lost Small World-』(2016年7月)
  - 舞台『K-MISSING KINGS-』(2017年10月)
  - 舞台『K -RETURN OF KINGS-』（2019年3月）

- 舞台『刀剣乱舞』
  - 舞台『刀剣乱舞』虚伝 燃ゆる本能寺（2016年5月）
  - 舞台『刀剣乱舞』虚伝 燃ゆる本能寺 再演（2016年12月 - 2017年1月）
  - 舞台『刀剣乱舞』義伝 暁の独眼竜（2017年6月 - 7月）
  - 舞台『刀剣乱舞』外伝 此の夜らの小田原（2017年11月）
  - 舞台『刀剣乱舞』ジョ伝 三つら星刀語り（2017年12月）
  - 舞台『刀剣乱舞』悲伝 結いの目の不如帰（2018年6月 - 7月）
  - 舞台『刀剣乱舞』慈伝 日日の葉よ散るらむ（2019年6月 - 8月）
  - 舞台『刀剣乱舞』維伝 朧の志士たち（2019年11月 - 2020年1月）
  - 科白劇 舞台『刀剣乱舞/灯』綺伝 いくさ世の徒花 改変 いくさ世の徒花の記憶（2020年6月-8月）
  - 舞台『刀剣乱舞』天伝 蒼空の兵 - 大坂冬の陣 -（2021年1月 - 3月）
  - 舞台『刀剣乱舞』无伝 夕紅の士 - 大坂夏の陣 -（2021年4月 - 6月）　
  - 舞台『刀剣乱舞』綺伝 いくさ世の徒花（2022年3月 - 5月）
  - 舞台『刀剣乱舞』禺伝 矛盾源氏物語（2023年2月）
  - 舞台『刀剣乱舞』七周年感謝祭 -夢語刀宴會-（2023年08月）
  - 舞台『刀剣乱舞』山姥切国広 単独行 -日本刀史（2023年10月 - 11月）
  - 舞台『刀剣乱舞』心伝 つけたり奇譚の走馬灯（2024年6月 - 7月）

- 舞台『鬼滅の刃』
  - 初演（2020年）
  - 其ノ弐 絆（2021年）
  - 其ノ参 無限夢列車（2022年）

- その他
  - TAKE IT EASY!×末満健一『千年女優』（2009年）
  - TAKE IT EASY!×末満健一『千年女優（愛知ver.）』（2009年）
  - 田渕法明一人芝居『廻る！すねいく郎』（2010年）
  - TAKE IT EASY!×4DIRECTORS『DOLCE-イル・フラテリ-』（2010年）
  - 中之島春の文化祭『FATHER』（2010年）
  - TAKE IT EASY!×末満健一『千年女優（2011ver.）』（2011年）
  - cube presents『有毒少年』（2011年）
  - KAVCプロデュース『君ほほえめば』（2013年）
  - 中之島春の文化祭『馬鹿と天使』（2013年）
  - 二人芝居『Equal‐イコール‐』（2015年7月）
  - 舞台『天球儀』（2016年8月）
  - MOJOプロジェクト -Musicals of Japan Origin project-新作オリジナルミュージカル『イザボー』（2024年1月）

舞台 演出
- 羽田劇場（2015年4月）
- ミュージカル「ダーウィン・ヤング 悪の起源」（2023年6月 - 7月）

舞台 脚本
- NMS09『踊る赤ちゃん人間』』（2010年）
- 劇団925『恋恋-ふたつのこい- 「ふしこい」』（2010年）
- NHK FMシアター『ニューワールド』（2013年） - ラジオドラマ
- 赤星マサノリ×坂口修一 二人芝居『Equal-イコール-』（2014年）
- Patch stage EX『熱海殺人事件』（2015年8月）
- ICHIGEKIYA MASHUP PROJECT VOL.1『GOLD BANGBANG!!』（2015年）
- アンジュルムステーション1422「劇団田村！」ラジオドラマ『或る扉師の生涯』（2015年） - ラジオドラマ
- Dステ17th『夕陽伝』（2015年10月）
- しずかとユキ　二人芝居『Equal-イコール-』（2017年12月）

朗読劇 作・演出
- 朗読劇『雪のおわり春のはじまり』（2018年11月）
- 下野紘 リーディング&ミニライブ2019”sympathy"（2019年5月）

出演
- 劇団壱劇屋「憫笑姫 -Binshouki-」（2017年8月）
- 遠坂百合子（リリーエアライン）× アカルプロデュース公演 第3弾「10年後のスピカ」（2018年1月）- ゲスト出演

その他
- 映画『ラブラブROUTE21』（2014年）（脚本・監督）※神戸三宮映画祭出品
- テレビアニメ『ボールルームへようこそ』（2017年）- シリーズ構成・脚本
- 『繭期夜会』（2018年11月）（構成・演出・出演）
- 『繭期大夜会』（2019年10月）（構成・演出・出演）
- 田村芽実「無形有形」（作詞）
- 田村芽実「歌が咲く」（作詞）
- 田村芽実「肌という嘘」（作詞）
- 田村芽実「毎日女の子」（作詞）
- 戯曲集『ソフィ・トリロジー　TRUMPシリーズ戯曲集Ⅰ＜TRUMP／LILIUM／SPECTER＞』
- 戯曲集『デリコ・トリロジー　TRUMPシリーズ戯曲集Ⅱ＜グランギニョル／COCOON 月の翳り／COCOON 星ひとつ＞』
- TRUMPシリーズ短篇集『Pendulum』
- 漫画『TRUMP』（原作・構成） - 掲載漫画雑誌：ヤングエース、作画担当：はまぐり
- テレビアニメ『デリコズ・ナーサリー』（2024年）- シリーズ構成・脚本
- テレビアニメ『刀剣乱舞 廻 -虚伝 燃ゆる本能寺-』（2024年）- シリーズ構成・脚本
- 映画『刀剣乱舞 廻 -々伝 近し侍らうものら-』（2024年）- 脚本